# Paspalum culiacanum
Paspalum culiacanum är en gräsart som beskrevs av George Vasey. Paspalum culiacanum ingår i släktet tvillinghirser, och familjen gräs. Inga underarter finns listade i Catalogue of Life.